# John Joseph Merlin
John Joseph Merlin také Jean-Joseph Merlin (17. září 1735 Huy – 4. května 1803 Londýn) byl belgický vynálezce a konstruktér kuriozit, hracích automatů, mechanických strojků, hudebních nástrojů a dalších vynálezů, které rád stavěl na obdiv návštěvníkům. Byl totiž mechanickým géniem, hodinářem, konstruktérem hudebních nástrojů, jemných fyzikálních přístrojů a vah, vozíků pro invalidy, podnikatelem, ale také nadaným houslistou a cembalistou. S londýnským klenotníkem Jamesem Coxem zkonstruoval automat Silver Swan, a mechanické Coxovy hodiny, které byly poháněny změnami atmosférického tlaku. Další jeho vynálezy byly samoovládací invalidní vozík, komunikační systém pro postižené osoby, kartotéky pro nevidomé či čerpadlo na čištění vzduchu. Později založil vlastní museum, aby mohl vystavovat vlastní vynálezy. Zemřel v Paddingtonu, v Londýně v roce 1803.

## Inline brusle
Jeho nejznámější vynález jsou inline brusle. Jeho první, nepříliš úspěšný pokus proběhl v roce 1760 na maškarním plese v Londýně. Vystupoval zde s houslemi a při tom stál na jeho bruslích. Bohužel překvapení se neobešlo bez problémů. Ačkoliv byl Merlin ve společnosti již známou, i když trochu výstřední osobností, určitě nebyl dobrým bruslařem. Neuměl zastavit, ovlivňovat rychlost ani změnit směr, a tak najel do velkého zrcadla, které se rozsypalo. Za své vzaly i housle a otec kolečkového bruslení se navíc vážně zranil. Příhodu prý okomentoval slovy, jež na své aktuálnosti neztratila ani dnes: „Rozjet se nikdy nebyl problém, ale zastavit ano.“